# Liberato Joaquim Barroso
Liberato Joaquim Barroso ( 1900-1949 ) fue un botánico, y agrónomo brasileño.
Se casó con la botánica Graziela Maciel Barroso (1912-2003), en 1926, a la sazón ella con 14 años de edad; y tuvieron dos hijos Manfredo y Mirtilla.

## Obras
- -------. Cultura dos algodoeiros herbaceos. 1936. 17 pp.
- -------. Cultura dos algodoeiros herbaceos (conselhos e notas). 1936. 17 pp.
- -------. Considerações sôbre a família Hydrophyllaceae: com uma "chave" para a identificação dos gêneros. Volumen 1. 1945
- -------. Chave para determinação de géneros indígenas e exoticos das dicotiledoneas no Brasil. 2ª ed. Rio de Janeiro: Ministério da Agricultura, 1946, 272 pp.
- -------. Chave para a determinação de gêneros indígenas e exóticos das Monocotiledôneas no Brasil. v.12, n.24, p.119-121, dez. 1949. il.
- -------. Chave para a determinação de gêneros indígenas e exóticos da família Lauraceae no Brasil. v.12, n.24, p.137-146, dez. 1949. il

- La abreviatura «Barroso» se emplea para indicar a Liberato Joaquim Barroso como autoridad en la descripción y clasificación científica de los vegetales.[1]